# Circuit de Borsele 2019
La 18e édition du Circuit de Borsele a lieu le 27 avril 2019. La course fait partie du calendrier international féminin UCI 2019 en catégorie 1.1. Elle est remportée par la Néerlandaise Lorena Wiebes.

## Parcours
Un grand circuit de 58 km est effectué en premier. Ensuite, deux tours de 26 km sont réalisés. Enfin, trois tours de 9,5 km sont à parcourir. Le tout est parfaitement plat.

## Équipes
| Équipes féminines professionnelles (11)- Alé Cipollini - Astana Women's - BePink - Biehler Pro Cycling - BTC City Ljubljana - Doltcini-Van Eyck Sport - Drops - Health Mate-Ladies Team - Hitec Products - Mexx-Watersley International - Valcar Cylance Équipe nationale- France Équipe féminines amateur (18)- Adelaar Ladies - Andy Schleck Cycles-Immo Losch - De Jonge Renner Ladies - Equano - Isorex - Jan van Arckel - Jos Feron Lady Force - Keukens Redant - Liv Awol - NWVG - Regioteam Noord-Holland Dames - Restore - Rogelli-Gyproc - Rytger - Swaboladies - Team Drenthe - TWC de Kempen Dames - Westland Wil Vooruit |
| |

## Classements

### Classement final
| \| Classement général \| Classement général \| Classement général \| Classement général \| Classement général \| \| Coureuse \| Coureuse \| Pays \| Équipe \| Temps \| \| ------------------ \| --------------------- \| ------------------- \| ----------------------------------------- \| ------------------ \| \| 1re \| Lorena Wiebes \| Pays-Bas \| Parkhotel Valkenburg \| 3 h 39 min 37 s \| \| 2e \| Elisa Balsamo \| Italie \| Valcar Cylance \| + 0 s \| \| 3e \| Natalie van Gogh \| Pays-Bas \| Biehler Pro Cycling \| + 0 s \| \| 4e \| Clara Copponi \| France \| Bio Frais \| + 0 s \| \| 5e \| Anna Trevisi \| Italie \| Alé Cipollini \| + 0 s \| \| 6e \| Kirstie van Haaften \| Pays-Bas \| Health Mate-Ladies Team \| + 0 s \| \| 7e \| Franziska Koch \| Allemagne \| Watersley International \| + 0 s \| \| 8e \| Amber van der Hulst \| Pays-Bas \| Jan van Arckel \| + 0 s \| \| 9e \| Arianna Pruisscher \| Pays-Bas \| Watersley International \| + 0 s \| \| 10e \| Michelle Lauge Quaade \| Royaume du Danemark \| Team Rytger powered by Cykeltøj-Online.dk \| + 0 s \| |                       |                     |                                           |                 |
| |                       |                     |                                           |                 |
| |                       |                     |                                           |                 |
| Classement général |                       |                     |                                           |                 |
| Coureuse | Coureuse              | Pays                | Équipe                                    | Temps           |
| 1re | Lorena Wiebes         | Pays-Bas            | Parkhotel Valkenburg                      | 3 h 39 min 37 s |
| 2e | Elisa Balsamo         | Italie              | Valcar Cylance                            | + 0 s           |
| 3e | Natalie van Gogh      | Pays-Bas            | Biehler Pro Cycling                       | + 0 s           |
| 4e | Clara Copponi         | France              | Bio Frais                                 | + 0 s           |
| 5e | Anna Trevisi          | Italie              | Alé Cipollini                             | + 0 s           |
| 6e | Kirstie van Haaften   | Pays-Bas            | Health Mate-Ladies Team                   | + 0 s           |
| 7e | Franziska Koch        | Allemagne           | Watersley International                   | + 0 s           |
| 8e | Amber van der Hulst   | Pays-Bas            | Jan van Arckel                            | + 0 s           |
| 9e | Arianna Pruisscher    | Pays-Bas            | Watersley International                   | + 0 s           |
| 10e | Michelle Lauge Quaade | Royaume du Danemark | Team Rytger powered by Cykeltøj-Online.dk | + 0 s           |

### Points UCI
| Position           | 1er | 2e | 3e | 4e | 5e | 6e | 7e | 8e | 9e | 10e | 11e | 12e | 13e à 15e | 16e à 25e |
| Classement général | 125 | 85 | 70 | 60 | 50 | 40 | 35 | 30 | 25 | 20  | 15  | 10  | 5         | 3         |

## Liste des partantes
| Alé Cipollini ALE | Alé Cipollini ALE             | Alé Cipollini ALE |
| ----------------- | ----------------------------- | ----------------- |
| Num               | Coureuse                      | Pos               |
| 1                 | Anna Trevisi (ITA)            | 5e                |
| 2                 | Jelena Erić (SRB)             | 13e               |
| 3                 | Jessica Raimondi (ITA)        | 41e               |
| 4                 | Karlijn Swinkels (NED)        | 24e               |
| 5                 | Marjolein van 't Geloof (NED) | 48e               |

| Bepink BPK | Bepink BPK             | Bepink BPK |
| ---------- | ---------------------- | ---------- |
| Num        | Coureuse               | Pos        |
| 7          | Rachele Barbieri (ITA) | 47e        |
| 12         | Nicole Steigenga (NED) | 19e        |

| Hitec Products-Birk Sport HPU | Hitec Products-Birk Sport HPU | Hitec Products-Birk Sport HPU |
| ----------------------------- | ----------------------------- | ----------------------------- |
| Num                           | Coureuse                      | Pos                           |
| 13                            | Lucy van der Haar (GBR)       | 64e                           |
| 15                            | Amalie Lutro (NOR)            | 50e                           |
| 17                            | Grace Garner (GBR)            | 70e                           |

| Health Mate-Ladies Team HMT | Health Mate-Ladies Team HMT   | Health Mate-Ladies Team HMT |
| --------------------------- | ----------------------------- | --------------------------- |
| Num                         | Coureuse                      | Pos                         |
| 19                          | Kathrin Schweinberger (AUT)   | 67e                         |
| 20                          | Christina Schweinberger (AUT) | 57e                         |
| 21                          | Kirstie van Haaften (NED)     | 6e                          |
| 22                          | Fien Delbaere (BEL)           | 37e                         |

| Doltcini-Van Eyck Sport DVE | Doltcini-Van Eyck Sport DVE     | Doltcini-Van Eyck Sport DVE |
| --------------------------- | ------------------------------- | --------------------------- |
| Num                         | Coureuse                        | Pos                         |
| 31                          | Pascale Jeuland-Tranchant (FRA) | 20e                         |
| 32                          | Victoire Berteau (FRA)          | 80e                         |

| Sans équipe ___ | Sans équipe ___    | Sans équipe ___ |
| --------------- | ------------------ | --------------- |
| Num             | Coureuse           | Pos             |
| 34              | Kelly Markus (NED) | 40e             |

| Valcar Cylance VAL | Valcar Cylance VAL              | Valcar Cylance VAL |
| ------------------ | ------------------------------- | ------------------ |
| Num                | Coureuse                        | Pos                |
| 37                 | Elisa Balsamo (ITA)             | 2e                 |
| 38                 | Maria Giulia Confalonieri (ITA) | 15e                |
| 39                 | Chiara Consonni (ITA)           | 58e                |
| 40                 | Silvia Pollicini (ITA)          | 69e                |
| 41                 | Silvia Persico (ITA)            | 30e                |
| 42                 | Ilaria Sanguineti (ITA)         | 31e                |

| BTC City Ljubljana BTC | BTC City Ljubljana BTC   | BTC City Ljubljana BTC |
| ---------------------- | ------------------------ | ---------------------- |
| Num                    | Coureuse                 | Pos                    |
| 43                     | Maaike Boogaard (NED)    | 71e                    |
| 44                     | Mia Radotić (CRO)        | 54e                    |
| 45                     | Monique van de Ree (NED) | 51e                    |

| Biehler Pro Cycling BPC | Biehler Pro Cycling BPC | Biehler Pro Cycling BPC |
| ----------------------- | ----------------------- | ----------------------- |
| Num                     | Coureuse                | Pos                     |
| 49                      | Natalie van Gogh (NED)  | 3e                      |
| 50                      | Merel Hofman (NED)      | 12e                     |
| 51                      | Marissa Baks (NED)      | 82e                     |
| 52                      | Teuntje Beekhuis (NED)  | 56e                     |
| 54                      | Quinty Ton (NED)        | 22e                     |

| Astana Women's Team ASA | Astana Women's Team ASA | Astana Women's Team ASA |
| ----------------------- | ----------------------- | ----------------------- |
| Num                     | Coureuse                | Pos                     |
| 56                      | Elena Pirrone (ITA)     | 17e                     |

| Drops DRP | Drops DRP                | Drops DRP |
| --------- | ------------------------ | --------- |
| Num       | Coureuse                 | Pos       |
| 67        | Abby-Mae Parkinson (GBR) | 21e       |
| 68        | Elizabeth Holden (GBR)   | 18e       |
| 70        | Manon Lloyd (GBR)        | 61e       |

| France FRA | France FRA        | France FRA |
| ---------- | ----------------- | ---------- |
| Num        | Coureuse          | Pos        |
| 74         | Clara Copponi     | 4e         |
| 76         | Maëlle Grossetête | 26e        |
| 77         | Lucie Jounier     | 65e        |
| 78         | Gladys Verhulst   | 68e        |

| Andy Schleck Cycles-Immo Losch ___ | Andy Schleck Cycles-Immo Losch ___ | Andy Schleck Cycles-Immo Losch ___ |
| ---------------------------------- | ---------------------------------- | ---------------------------------- |
| Num                                | Coureuse                           | Pos                                |
| 79                                 | Elise Maes (LUX)                   | 59e                                |
| 80                                 | Claire Faber (LUX)                 | 14e                                |
| 82                                 | Frida Knutsson (SWE)               | 27e                                |
| 84                                 | Line Marie Gulliksen (NOR)         | 32e                                |

| Watersley International ___ | Watersley International ___ | Watersley International ___ |
| --------------------------- | --------------------------- | --------------------------- |
| Num                         | Coureuse                    | Pos                         |
| 85                          | Désirée Ehrler (SUI)        | 49e                         |
| 87                          | Sarah Inghelbrecht (BEL)    | 44e                         |
| 89                          | Arianna Pruisscher (NED)    | 9e                          |
| 90                          | Franziska Koch (GER)        | 7e                          |

| Jos Feron Lady Force ___ | Jos Feron Lady Force ___   | Jos Feron Lady Force ___ |
| ------------------------ | -------------------------- | ------------------------ |
| Num                      | Coureuse                   | Pos                      |
| 92                       | Nathalie Verschelden (BEL) | 75e                      |
| 93                       | Marieke de Groot (NED)     | 16e                      |
| 94                       | Céline van Houtum (NED)    | 25e                      |

| Keukens Redant ___ | Keukens Redant ___         | Keukens Redant ___ |
| ------------------ | -------------------------- | ------------------ |
| Num                | Coureuse                   | Pos                |
| 97                 | Quinty van de Guchte (NED) | 83e                |
| 101                | Lone Meertens (BEL)        | 74e                |
| 102                | Rachel Jary (GBR)          | 76e                |

| Isorex ___ | Isorex ___               | Isorex ___ |
| ---------- | ------------------------ | ---------- |
| Num        | Coureuse                 | Pos        |
| 103        | Femke Verstichelen (BEL) | 33e        |
| 105        | Emily Meakin (GBR)       | 55e        |
| 106        | Kate Wightman (NZL)      | 81e        |
| 108        | Antonia Gröndahl (FIN)   | 78e        |

| Equano ___ | Equano ___               | Equano ___ |
| ---------- | ------------------------ | ---------- |
| Num        | Coureuse                 | Pos        |
| 109        | Daniela Gaß (GER)        | 42e        |
| 112        | Karolina Perekitko (POL) | 66e        |

| SWABO Women Development Team ___ | SWABO Women Development Team ___ | SWABO Women Development Team ___ |
| -------------------------------- | -------------------------------- | -------------------------------- |
| Num                              | Coureuse                         | Pos                              |
| 115                              | Hanneke de Goeje (NED)           | 36e                              |
| 117                              | Eva Bijwaard (NED)               | 34e                              |

| Jan van Arckel ___ | Jan van Arckel ___        | Jan van Arckel ___ |
| ------------------ | ------------------------- | ------------------ |
| Num                | Coureuse                  | Pos                |
| 130                | Minke Bakker (NED)        | 62e                |
| 131                | Amber van der Hulst (NED) | 8e                 |
| 132                | Susanne Meistrok (NED)    | 46e                |

| Adelaar Ladies ___ | Adelaar Ladies ___        | Adelaar Ladies ___ |
| ------------------ | ------------------------- | ------------------ |
| Num                | Coureuse                  | Pos                |
| 134                | Annet Pit (NED)           | 23e                |
| 135                | Tessa Paardekooper (NED)  | 73e                |
| 136                | Cornelie Smorenburg (NED) | 45e                |

| Team Drenthe ___ | Team Drenthe ___         | Team Drenthe ___ |
| ---------------- | ------------------------ | ---------------- |
| Num              | Coureuse                 | Pos              |
| 140              | Mareille Meijering (NED) | 29e              |

| Sans équipe ___ | Sans équipe ___     | Sans équipe ___ |
| --------------- | ------------------- | --------------- |
| Num             | Coureuse            | Pos             |
| 142             | Anne Dijkstra (NED) | 79e             |

| Regioteam Noord-Holland Dames ___ | Regioteam Noord-Holland Dames ___ | Regioteam Noord-Holland Dames ___ |
| --------------------------------- | --------------------------------- | --------------------------------- |
| Num                               | Coureuse                          | Pos                               |
| 147                               | Maartje De Boer (NED)             | 53e                               |
| 149                               | Ellen Mcdermott (IRL)             | 60e                               |

| Restore ___ | Restore ___           | Restore ___ |
| ----------- | --------------------- | ----------- |
| Num         | Coureuse              | Pos         |
| 153         | Ilse Miltenburg (NED) | 52e         |

| John Deere NWVG ___ | John Deere NWVG ___    | John Deere NWVG ___ |
| ------------------- | ---------------------- | ------------------- |
| Num                 | Coureuse               | Pos                 |
| 158                 | Wendy Oosterwoud (NED) | 63e                 |

| Rogelli-Gyproc ___ | Rogelli-Gyproc ___        | Rogelli-Gyproc ___ |
| ------------------ | ------------------------- | ------------------ |
| Num                | Coureuse                  | Pos                |
| 167                | Nathalie Bex (BEL)        | 35e                |
| 168                | Cathalijne Hoolwerf (NED) | 39e                |

| Loving potatoes-de Jonge Renner ___ | Loving potatoes-de Jonge Renner ___ | Loving potatoes-de Jonge Renner ___ |
| ----------------------------------- | ----------------------------------- | ----------------------------------- |
| Num                                 | Coureuse                            | Pos                                 |
| 171                                 | Berdine Bakker (NED)                | 72e                                 |

| Team Rytger powered by Cykeltøj-Online.dk ___ | Team Rytger powered by Cykeltøj-Online.dk ___ | Team Rytger powered by Cykeltøj-Online.dk ___ |
| --------------------------------------------- | --------------------------------------------- | --------------------------------------------- |
| Num                                           | Coureuse                                      | Pos                                           |
| 175                                           | Lauren Dolan (GBR)                            | 28e                                           |
| 176                                           | Michelle Lauge Quaade                         | 10e                                           |
| 177                                           | Trine Andersen (DEN)                          | 84e                                           |
| 178                                           | Amalie Winther Olsen                          | 43e                                           |
| 180                                           | Clara Lundmark (SWE)                          | 77e                                           |

| Parkhotel Valkenburg PHV | Parkhotel Valkenburg PHV  | Parkhotel Valkenburg PHV |
| ------------------------ | ------------------------- | ------------------------ |
| Num                      | Coureuse                  | Pos                      |
| 181                      | Lorena Wiebes (NED)       | 1re                      |
| 183                      | Femke Markus (NED)        | 11e                      |
| 184                      | Janine van der Meer (NED) | 38e                      |

| Alé Cipollini ALE | Alé Cipollini ALE             | Alé Cipollini ALE |
| ----------------- | ----------------------------- | ----------------- |
| Num               | Coureuse                      | Pos               |
| 1                 | Anna Trevisi (ITA)            | 5e                |
| 2                 | Jelena Erić (SRB)             | 13e               |
| 3                 | Jessica Raimondi (ITA)        | 41e               |
| 4                 | Karlijn Swinkels (NED)        | 24e               |
| 5                 | Marjolein van 't Geloof (NED) | 48e               |

| Bepink BPK | Bepink BPK             | Bepink BPK |
| ---------- | ---------------------- | ---------- |
| Num        | Coureuse               | Pos        |
| 7          | Rachele Barbieri (ITA) | 47e        |
| 12         | Nicole Steigenga (NED) | 19e        |

| Hitec Products-Birk Sport HPU | Hitec Products-Birk Sport HPU | Hitec Products-Birk Sport HPU |
| ----------------------------- | ----------------------------- | ----------------------------- |
| Num                           | Coureuse                      | Pos                           |
| 13                            | Lucy van der Haar (GBR)       | 64e                           |
| 15                            | Amalie Lutro (NOR)            | 50e                           |
| 17                            | Grace Garner (GBR)            | 70e                           |

| Health Mate-Ladies Team HMT | Health Mate-Ladies Team HMT   | Health Mate-Ladies Team HMT |
| --------------------------- | ----------------------------- | --------------------------- |
| Num                         | Coureuse                      | Pos                         |
| 19                          | Kathrin Schweinberger (AUT)   | 67e                         |
| 20                          | Christina Schweinberger (AUT) | 57e                         |
| 21                          | Kirstie van Haaften (NED)     | 6e                          |
| 22                          | Fien Delbaere (BEL)           | 37e                         |

| Doltcini-Van Eyck Sport DVE | Doltcini-Van Eyck Sport DVE     | Doltcini-Van Eyck Sport DVE |
| --------------------------- | ------------------------------- | --------------------------- |
| Num                         | Coureuse                        | Pos                         |
| 31                          | Pascale Jeuland-Tranchant (FRA) | 20e                         |
| 32                          | Victoire Berteau (FRA)          | 80e                         |

| Sans équipe ___ | Sans équipe ___    | Sans équipe ___ |
| --------------- | ------------------ | --------------- |
| Num             | Coureuse           | Pos             |
| 34              | Kelly Markus (NED) | 40e             |

| Valcar Cylance VAL | Valcar Cylance VAL              | Valcar Cylance VAL |
| ------------------ | ------------------------------- | ------------------ |
| Num                | Coureuse                        | Pos                |
| 37                 | Elisa Balsamo (ITA)             | 2e                 |
| 38                 | Maria Giulia Confalonieri (ITA) | 15e                |
| 39                 | Chiara Consonni (ITA)           | 58e                |
| 40                 | Silvia Pollicini (ITA)          | 69e                |
| 41                 | Silvia Persico (ITA)            | 30e                |
| 42                 | Ilaria Sanguineti (ITA)         | 31e                |

| BTC City Ljubljana BTC | BTC City Ljubljana BTC   | BTC City Ljubljana BTC |
| ---------------------- | ------------------------ | ---------------------- |
| Num                    | Coureuse                 | Pos                    |
| 43                     | Maaike Boogaard (NED)    | 71e                    |
| 44                     | Mia Radotić (CRO)        | 54e                    |
| 45                     | Monique van de Ree (NED) | 51e                    |

| Biehler Pro Cycling BPC | Biehler Pro Cycling BPC | Biehler Pro Cycling BPC |
| ----------------------- | ----------------------- | ----------------------- |
| Num                     | Coureuse                | Pos                     |
| 49                      | Natalie van Gogh (NED)  | 3e                      |
| 50                      | Merel Hofman (NED)      | 12e                     |
| 51                      | Marissa Baks (NED)      | 82e                     |
| 52                      | Teuntje Beekhuis (NED)  | 56e                     |
| 54                      | Quinty Ton (NED)        | 22e                     |

| Astana Women's Team ASA | Astana Women's Team ASA | Astana Women's Team ASA |
| ----------------------- | ----------------------- | ----------------------- |
| Num                     | Coureuse                | Pos                     |
| 56                      | Elena Pirrone (ITA)     | 17e                     |

| Drops DRP | Drops DRP                | Drops DRP |
| --------- | ------------------------ | --------- |
| Num       | Coureuse                 | Pos       |
| 67        | Abby-Mae Parkinson (GBR) | 21e       |
| 68        | Elizabeth Holden (GBR)   | 18e       |
| 70        | Manon Lloyd (GBR)        | 61e       |

| France FRA | France FRA        | France FRA |
| ---------- | ----------------- | ---------- |
| Num        | Coureuse          | Pos        |
| 74         | Clara Copponi     | 4e         |
| 76         | Maëlle Grossetête | 26e        |
| 77         | Lucie Jounier     | 65e        |
| 78         | Gladys Verhulst   | 68e        |

| Andy Schleck Cycles-Immo Losch ___ | Andy Schleck Cycles-Immo Losch ___ | Andy Schleck Cycles-Immo Losch ___ |
| ---------------------------------- | ---------------------------------- | ---------------------------------- |
| Num                                | Coureuse                           | Pos                                |
| 79                                 | Elise Maes (LUX)                   | 59e                                |
| 80                                 | Claire Faber (LUX)                 | 14e                                |
| 82                                 | Frida Knutsson (SWE)               | 27e                                |
| 84                                 | Line Marie Gulliksen (NOR)         | 32e                                |

| Watersley International ___ | Watersley International ___ | Watersley International ___ |
| --------------------------- | --------------------------- | --------------------------- |
| Num                         | Coureuse                    | Pos                         |
| 85                          | Désirée Ehrler (SUI)        | 49e                         |
| 87                          | Sarah Inghelbrecht (BEL)    | 44e                         |
| 89                          | Arianna Pruisscher (NED)    | 9e                          |
| 90                          | Franziska Koch (GER)        | 7e                          |

| Jos Feron Lady Force ___ | Jos Feron Lady Force ___   | Jos Feron Lady Force ___ |
| ------------------------ | -------------------------- | ------------------------ |
| Num                      | Coureuse                   | Pos                      |
| 92                       | Nathalie Verschelden (BEL) | 75e                      |
| 93                       | Marieke de Groot (NED)     | 16e                      |
| 94                       | Céline van Houtum (NED)    | 25e                      |

| Keukens Redant ___ | Keukens Redant ___         | Keukens Redant ___ |
| ------------------ | -------------------------- | ------------------ |
| Num                | Coureuse                   | Pos                |
| 97                 | Quinty van de Guchte (NED) | 83e                |
| 101                | Lone Meertens (BEL)        | 74e                |
| 102                | Rachel Jary (GBR)          | 76e                |

| Isorex ___ | Isorex ___               | Isorex ___ |
| ---------- | ------------------------ | ---------- |
| Num        | Coureuse                 | Pos        |
| 103        | Femke Verstichelen (BEL) | 33e        |
| 105        | Emily Meakin (GBR)       | 55e        |
| 106        | Kate Wightman (NZL)      | 81e        |
| 108        | Antonia Gröndahl (FIN)   | 78e        |

| Equano ___ | Equano ___               | Equano ___ |
| ---------- | ------------------------ | ---------- |
| Num        | Coureuse                 | Pos        |
| 109        | Daniela Gaß (GER)        | 42e        |
| 112        | Karolina Perekitko (POL) | 66e        |

| SWABO Women Development Team ___ | SWABO Women Development Team ___ | SWABO Women Development Team ___ |
| -------------------------------- | -------------------------------- | -------------------------------- |
| Num                              | Coureuse                         | Pos                              |
| 115                              | Hanneke de Goeje (NED)           | 36e                              |
| 117                              | Eva Bijwaard (NED)               | 34e                              |

| Jan van Arckel ___ | Jan van Arckel ___        | Jan van Arckel ___ |
| ------------------ | ------------------------- | ------------------ |
| Num                | Coureuse                  | Pos                |
| 130                | Minke Bakker (NED)        | 62e                |
| 131                | Amber van der Hulst (NED) | 8e                 |
| 132                | Susanne Meistrok (NED)    | 46e                |

| Adelaar Ladies ___ | Adelaar Ladies ___        | Adelaar Ladies ___ |
| ------------------ | ------------------------- | ------------------ |
| Num                | Coureuse                  | Pos                |
| 134                | Annet Pit (NED)           | 23e                |
| 135                | Tessa Paardekooper (NED)  | 73e                |
| 136                | Cornelie Smorenburg (NED) | 45e                |

| Team Drenthe ___ | Team Drenthe ___         | Team Drenthe ___ |
| ---------------- | ------------------------ | ---------------- |
| Num              | Coureuse                 | Pos              |
| 140              | Mareille Meijering (NED) | 29e              |

| Sans équipe ___ | Sans équipe ___     | Sans équipe ___ |
| --------------- | ------------------- | --------------- |
| Num             | Coureuse            | Pos             |
| 142             | Anne Dijkstra (NED) | 79e             |

| Regioteam Noord-Holland Dames ___ | Regioteam Noord-Holland Dames ___ | Regioteam Noord-Holland Dames ___ |
| --------------------------------- | --------------------------------- | --------------------------------- |
| Num                               | Coureuse                          | Pos                               |
| 147                               | Maartje De Boer (NED)             | 53e                               |
| 149                               | Ellen Mcdermott (IRL)             | 60e                               |

| Restore ___ | Restore ___           | Restore ___ |
| ----------- | --------------------- | ----------- |
| Num         | Coureuse              | Pos         |
| 153         | Ilse Miltenburg (NED) | 52e         |

| John Deere NWVG ___ | John Deere NWVG ___    | John Deere NWVG ___ |
| ------------------- | ---------------------- | ------------------- |
| Num                 | Coureuse               | Pos                 |
| 158                 | Wendy Oosterwoud (NED) | 63e                 |

| Rogelli-Gyproc ___ | Rogelli-Gyproc ___        | Rogelli-Gyproc ___ |
| ------------------ | ------------------------- | ------------------ |
| Num                | Coureuse                  | Pos                |
| 167                | Nathalie Bex (BEL)        | 35e                |
| 168                | Cathalijne Hoolwerf (NED) | 39e                |

| Loving potatoes-de Jonge Renner ___ | Loving potatoes-de Jonge Renner ___ | Loving potatoes-de Jonge Renner ___ |
| ----------------------------------- | ----------------------------------- | ----------------------------------- |
| Num                                 | Coureuse                            | Pos                                 |
| 171                                 | Berdine Bakker (NED)                | 72e                                 |

| Team Rytger powered by Cykeltøj-Online.dk ___ | Team Rytger powered by Cykeltøj-Online.dk ___ | Team Rytger powered by Cykeltøj-Online.dk ___ |
| --------------------------------------------- | --------------------------------------------- | --------------------------------------------- |
| Num                                           | Coureuse                                      | Pos                                           |
| 175                                           | Lauren Dolan (GBR)                            | 28e                                           |
| 176                                           | Michelle Lauge Quaade                         | 10e                                           |
| 177                                           | Trine Andersen (DEN)                          | 84e                                           |
| 178                                           | Amalie Winther Olsen                          | 43e                                           |
| 180                                           | Clara Lundmark (SWE)                          | 77e                                           |

| Parkhotel Valkenburg PHV | Parkhotel Valkenburg PHV  | Parkhotel Valkenburg PHV |
| ------------------------ | ------------------------- | ------------------------ |
| Num                      | Coureuse                  | Pos                      |
| 181                      | Lorena Wiebes (NED)       | 1re                      |
| 183                      | Femke Markus (NED)        | 11e                      |
| 184                      | Janine van der Meer (NED) | 38e                      |

Note : seules les coureuses arrivées sont listées ici. Source.

## Organisation et règlement

### Organisation
La course est organisée par Stichting Wielercomité 's-Heerenhoek. Son président est Rinus de Winter, son secrétaire Sjaco Westdorp. Son trésorier est Bert Timmerman. 

### Primes
L'épreuve attribue les primes suivantes :
| Position | 1er   | 2e    | 3e    | 4e    | 5e    | 6e    | 7e    | 8e    | 9e    | 10e  |
| Prix     | 420 € | 365 € | 295 € | 185 € | 165 € | 155 € | 145 € | 130 € | 120 € | 65 € |

Les coureuses placées de la 11e à la 20e place  repartent avec 65 €.